# Jak–38
A Jak–38 (oroszul: Як-38,, NATO-kódneve: Forger) helyből felszálló, szubszonikus vadászbombázó repülőgép, melyet a Jakovlev tervezőiroda 1970-es években hozott létre a Szovjetunióban, a Kijev osztályú nehéz repülőgép-hordozó cirkálókon történő alkalmazásra. Az egy hajtóműves angol Harrierrel szemben törzsének első részébe, a pilótakabin mögé két, függőleges tengelyű emelőhajtómű volt beépítve, az elfordítható fúvócsövű főhajtóművet kiegészítve hozták létre a felszálláskor szükséges emelőerőt. A bonyolultan üzemeltethető, kis hatótávolságú és gyenge harcértékű repülőgépet az 1990-es évek elején kivonták a hadrendből.